# ルキウス・ユニウス・プッルス
ルキウス・ユニウス・プッルス（ラテン語: Lucius Junius Pullus、紀元前249年または紀元前248年没）は共和政ローマ中期の政治家、軍人。第一次ポエニ戦争を戦った

## 経歴
プッルスは紀元前249年の執政官（コンスル）に選出された。同僚執政官はプブリウス・クラウディウス・プルケルであったが、紀元前249年にプルケルは鳥占いをないがしろにしてドレパナ沖の海戦でカルタゴ海軍に敗北し、その艦隊のほとんどを失ってしまった。このためプルケルはローマに呼び戻され、その失敗に対して罰金刑を科された。
プッルスが率いていた艦隊も、嵐とカルタゴの嫌がらせ攻撃により壊滅してしまったが、エリクスは一時的に占領した。前年からガイウス・アティリウス・レグルス・セッラヌスとルキウス・マンリウス・ウルソ・ロングスがシケリア（シチリア）に残されたカルタゴ軍根拠地であるリリバエウム（現在のマルサーラ）を包囲していたが、ローマ海軍の敗北により包囲を解いて撤退せざるを得なくなった。
プッルスが艦隊を失ったのも、鳥占いを無視した結果と言われており、自ら命を絶った。

## 参考資料
1. ↑  Polybius i. 52-55; Diodorus Siculus Frag. XXIV. 1
2. ↑  Eutropius ii. 15. S. 26, Orosius iv. 10
3. ↑  Valerius Maximus I. 4. § 3
4. ↑  Cicero de Div. i. 16, ii. 8, 33, de Nat. Deor. ii. 3
5. ↑  Censorinus Die Nat. 17.